# Makotřasy
Makotřasy (deutsch Makotras) ist eine Gemeinde mit 339 Einwohnern (2006) in Tschechien. Sie liegt acht Kilometer östlich von Kladno und gehört zum Okres Kladno. Die Gemeindefläche beträgt 425 ha.

## Geographie

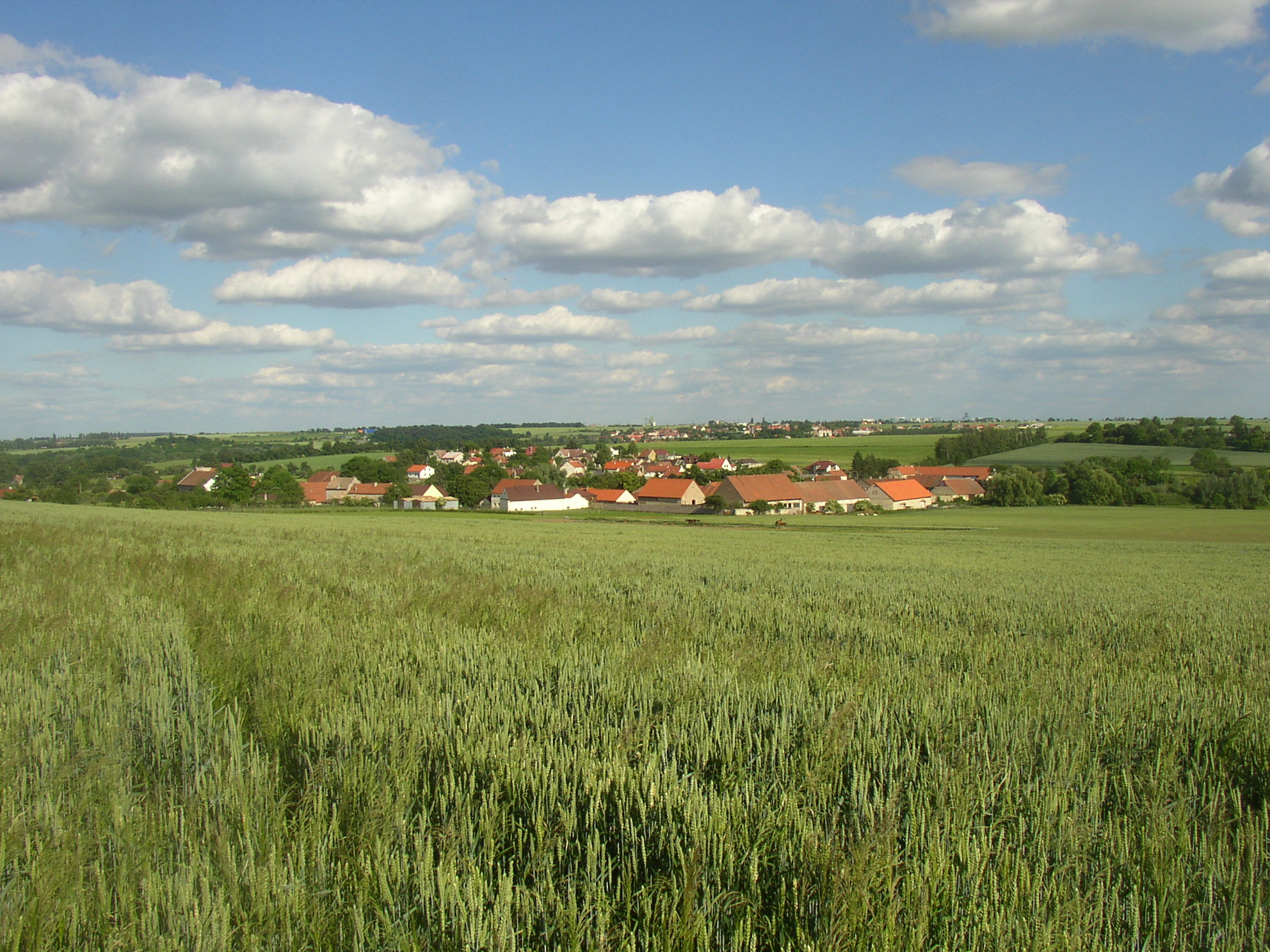
Makotřasy

Der Ort befindet sich in 320 m ü. M. im Kladnoer Becken und wird vom Lidický potok durchflossen. Nordwestlich der Gemeinde verläuft die Trasse der Schnellstraße R 7 zwischen Prag und Slaný, von der die im Norden des Dorfes vorbeiführende Staatsstraße 61 nach Kladno abzweigt.
Nachbarorte sind Bůhzdař und Zájezd im Norden, Číčovice und Černovičky im Osten, Středokluky im Südosten, Běloky im Süden, Hřebeč und Lidice im Westen sowie Buštěhrad im Nordwesten.

## Geschichte
Im Gebiet zwischen Dolanský und Lidický potok lässt sich anhand archäologischer Funde eine jungsteinzeitliche Besiedlung aus der Zeit um 3500 v. Chr. nachweisen, die der Trichterbecherkultur zuzuordnen ist.
Die erste urkundliche Erwähnung des Dorfes Makotrzas erfolgte 1318 in der Landtafel. Makotřasy befand sich im Besitz der Edelleute z Makotřas. 1415 kaufte der Patrizier Petr Meziříčský aus der Prager Altstadt die Feste einschließlich des Dorfes. Zur Herrschaft Makotřasy gehörten zu dieser Zeit Středokluky, Běloky, Hřebeč und Teile von Lidice und Zájezd. Während der Hussitenkriege zogen im Mai 1420 einige Tausende Aufständische aus Louny, Žatec und Slaný zur Unterstützung ihrer Bundesgenossen nach Prag. Bei ihrem Zug brandschatzten sie die Feste und plünderten den Besitz ihres Gegners Meziříčský.
Seit dem 15. Jahrhundert wechselte Makotřasy mehrfach den Besitzer, zu denen die Adelsgeschlechter von Kunwald, von Schwarzenberg und Seinsheim, Sternberg und Kolowrat gehörten. Unter den Novohradský z Kolowrat wurde an die Herrschaft Buštěhrad angeschlossen. 1632 wurde die Gegend beim Rückzug des sächsischen Truppen aus Böhmen gebrandschatzt und verwüstet. Im selben Jahr gelangte der Besitz an Herzog Julius Heinrich und das Haus Sachsen-Lauenburg und dem Tode des Herzogs Clemens Franz erbte 1777 Karl II. August von Zweibrücken und nach dessen Tode 1795 Maximilian Joseph von Bayern den Besitz. Dieser verkaufe die Herrschaft 1805 an Ferdinand III.
1847 übernahm Ferdinand der Gütige die Herrschaft zum böhmischen Besitz der Habsburger.
Nach der Ablösung der Patrimonialherrschaften wurde Makotřasy 1850 zur selbstständigen Gemeinde.

## Ortsgliederung
Für die Gemeinde Makotřasy sind keine Ortsteile ausgewiesen.